# 코스코해운
코스코해운(COSCO Shipping)으로 약칭되는 중국원양해운집단(中国远洋海运集团有限公司)은 상하이시에 본사를 둔 중국 국영 다국적 복합기업이다. 이 그룹은 해운 서비스에 중점을 두고 있다. 코스코해운은 2016년 1월 코스코그룹과 차이나쉬핑그룹이 합병해 설립됐다.
2020년 3월 기준 회사의 선대는 1억 592만 DWT의 용량을 갖춘 1,310척의 선박으로 세계 최대 규모 중 하나이다.